# Phytocoeteopsis
Phytocoeteopsis is een geslacht van zeeanemonen uit de klasse van de Anthozoa (bloemdieren).

## Soort
- Phytocoeteopsis ramunnii Panikkar, 1936